# Jørgen A. Høy
Jørgen Ancher Høy (* 4. Januar 1934 in Kopenhagen; † 13. Juni 2022) war ein dänischer Manager.

## Leben
Jørgen Ancher Høy war der Sohn des Direktors Peter A. Høy († 1968) und seiner Frau Agnes Schultz. Am 23. Juni 1957 heiratete er Helen Raben Rasmussen (* 1938), Tochter des Maurermeisters Willy Raben Rasmussen und seiner Frau Alma Willumsen.
Von 1951 bis 1958 wurde er in Dänemark, England und Deutschland im Frachtschifffahrtswesen ausgebildet. Von 1958 bis 1960 arbeitete er für SAS Scandinavian Airlines. Anschließend wurde er in der Verkehrsabteilung von Den Kongelige Grønlandske Handel eingestellt. 1965 wurde er in der noch jungen Fluggesellschaft Grønlandsfly angestellt. 1974 wurde er zum Direktor ernannt. Er verließ das Unternehmen 1979 und wurde als Einkaufschef bei Dansk Olie og Naturgas angestellt, wo er von 1981 bis zu seiner Pensionierung 1995 als Direktor tätig war. Er war auch Aufsichtsratsvorsitzender der Royal Arctic Line sowie Aufsichtsratsmitglied bei TELE Greenland, GEUS, Satair und Nunaoil.
Er war Ritter des Dannebrogordens. Für seine Verdienste erhielt er am 12. Mai 2004 den Nersornaat in Silber.